# Nikolaj Karpov
Nikolaj Karpov, född 8 november 1929 i Moskva, död 7 november 2013 i Moskva, var en sovjetisk ishockeyspelare.
Karpov blev olympisk bronsmedaljör i ishockey vid vinterspelen 1960 i Squaw Valley.